# 코드브이
코드브이(CODE-V, 일본어: コードブイ)는 대한민국의 음악 그룹이다. 일본의 레코드 회사 겸 연예 기획사 드림뮤직 소속으로 일본을 중심으로 활동하고 있다. 전신 그룹 블레스(Bless)로 2007년부터 활동하고 있었지만 2009년에 활동을 멈추었다. 2010년 현재 이름으로 데뷔하였다. 데뷔 후, 태민이 탈퇴하였으며 루이가 새 멤버로 영입되었다. 2013년에 재원이 탈퇴하고 새 멤버 우식과 태훈이 영입되었다.

## 음반

### 블레스

#### 싱글
- "12월 32일" (2007)
- "두번째 이야기" (2008)
- "얼마나 좋길래" (2009)

#### 미니 앨범
- Happy Christmas With Bless (2008)

### 코드브이

#### 정규 앨범
- Honestly (2011)

#### 미니 앨범
- 중독 (2010)

#### 싱글
- "화해하지 말아요" (2010, 자이언트 (SBS 창사 20주년 대하드라마) - Part.4)
- "지금 만나러 간다" (2010, 제빵왕 김탁구 (KBS 수목드라마) - Part.8)
- "두근거려 (Summer Love)" (2011)